# Sidonija Jeras
Sidonija Jeras (prv. Guinot), slovenska prevajalka francoskega rodu, * 25. avgust 1894, Ussel, (Tulle), Francija, † 25. avgust 1970, Ljubljana. 
Sidonija Jeras, rojena Guinot je leta 1916 diplomirala iz angleškega jezika na univerzi v Bristolu. V Ljubljano je prišla leta 1919 in na zasebnih tečajih poučevala angleščino, francoščino in španščino. V letih 1934 do 1940 je bila referentka za tisk in prevajalka na francoskem konzulatu v Ljubljani. Leta 1944 je odšla v partizane. Pozimi 1944/1945 je vodila oddaje Radia Beograd. Po osvoboditvi je predavala na Višji pedagoški šoli v Ljubljani. V letih 1949 do 1965 pa je bila honorna lektorica francoščine na Filozofski fakulteti v Ljubljani. Sama in deloma s soprevajalci je prevajala Cankarja je v angleščino (The Bailiff and his Rights, 1930) in francoščino (Le valet Barthélemy et son droit, 1926; Les valets, 1956) pa tudi druge slovenske avtorje: Bora, Gruma in Torkarja. Pred vojno je prejela francosko odlikovanje akademske palme.